# Elizabeth Barrett Browning
Elizabeth Barrett Browning, angleška pesnica, * 6. marec 1806, † 29. junij 1861.
Browningova velja za najbolj ugledno pesnico Viktorijanske dobe.